# Överräkning
En överräkning är en koordinattransformation där sambandet mellan koordinaterna före och efter transformationen är matematiskt definierat snarare än uppmätt (empiriskt framställt).
Exempel på överräkningar är kartprojektioner (från verkligheten, där jordytan är ytan på en tredimensionell sfär, till kartan som är platt och tvådimensionell) samt transformation mellan polära och kartesiska koordinater.